# Федотов, Пётр Петрович
Пётр Петрович Федотов (8 ноября 1908, Вологда, Вологодский уезд, Вологодская губерния, Российская империя — неизвестно) — советский хозяйственный, государственный и партийный деятель.

## Биография
Родился в 1908 году в Вологде. Член КПСС.
С 1926 года — на хозяйственной, общественной и политической работе. В 1926—1962 гг. — слесарь депо, помощник машиниста, машинист, руководящий работник железной дороги в Средней Азии, секретарь Оргбюро ЦК ВКП(б) по Ташкентской области, первый секретарь Ташкентского обкома КП(б) Узбекистана, начальник политотдела Ташкентской железной дороги, заместитель начальника Главного управления кадров Наркомата путей сообщения СССР, заместитель начальника Среднеазиатского округа железных дорог, начальник рельсовосстановительного поезда депо города Ташкента.
Избирался депутатом Верховного Совета Узбекской ССР 1-го и 4-го созывов.
Делегат XVIII съезда ВКП(б).
Умер после 1962 года.